# Gotlands län
Gotlands län är ett län i Sverige, med samma utsträckning som landskapet Gotland. Länet omfattar ön Gotland och kringliggande småöar i Östersjön. Residensstad är Visby.
Gotland är Sveriges till befolkningen minsta län, med omkring 60 000 invånare och även det län som har minst antal kommuner. Det är unikt såtillvida att länet är geografiskt identiskt med sin enda kommun Region Gotland, som har samma ansvarsområden dels som en kommun, dels som en region (tidigare landsting).

## Styre och politik

### Administrativ indelning
Gotlands läns valkrets är valkrets vid riksdagsval i Sverige.

## Befolkning

### Demografi

#### Tätorter

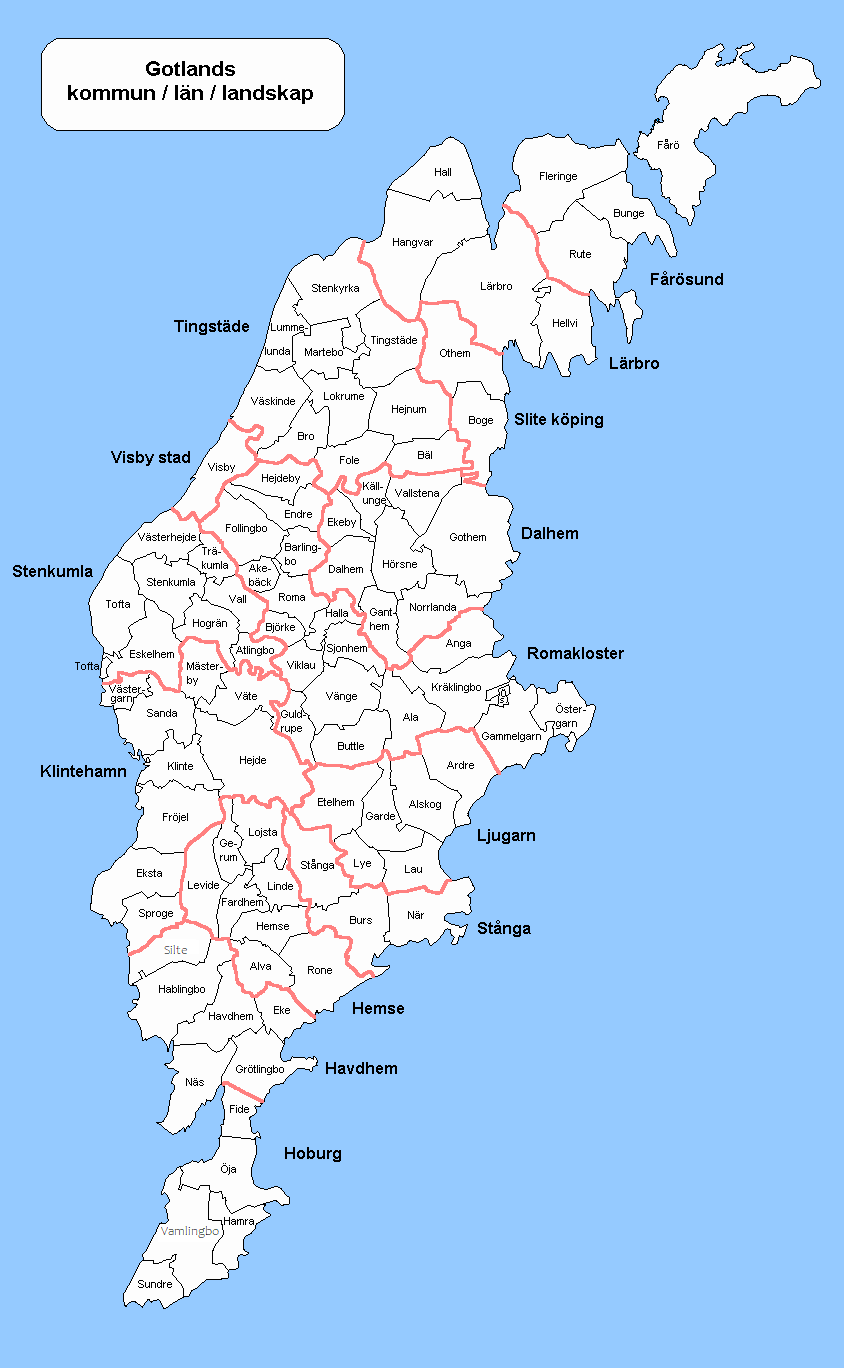
Socknar på Gotland. Socknars namn är skrivet i minst storlek, något större storlek är kommunerna som fanns mellan 1950- och 1970-talet. Dess forna gränser markeras i rosa.

| Nr | Tätort     | Folkmängd (31 december 2020) |
| -- | ---------- | ---------------------------- |
| 1  | Visby      | 24 951                       |
| 2  | Vibble     | 1 810                        |
| 3  | Hemse      | 1 766                        |
| 4  | Klintehamn | 1 541                        |
| 5  | Slite      | 1 481                        |
| 6  | Roma       | 1 374                        |
| 7  | Tofta      | 832                          |
| 8  | Fårösund   | 815                          |

Residensstaden är i fet stil

#### Befolkningsutveckling
| Befolkningsutvecklingen i Gotlands län 1571–1990 | Befolkningsutvecklingen i Gotlands län 1571–1990 | Befolkningsutvecklingen i Gotlands län 1571–1990 | Befolkningsutvecklingen i Gotlands län 1571–1990 | Befolkningsutvecklingen i Gotlands län 1571–1990 |
| --- | ------------------------------------------------ | ------------------------------------------------ | ------------------------------------------------ | ------------------------------------------------ |
| |                                                  |                                                  |                                                  |                                                  |
| År |                                                  |                                                  | Folkmängd                                        |                                                  |
| 1571 | 1571                                             |                                                  | 12 398                                           |                                                  |
| 1620 | 1620                                             |                                                  | 11 951                                           |                                                  |
| 1699 | 1699                                             |                                                  | 17 993                                           |                                                  |
| 1718 | 1718                                             |                                                  | 17 997                                           |                                                  |
| 1735 | 1735                                             |                                                  | 22 945                                           |                                                  |
| 1751 | 1751                                             |                                                  | 23 453                                           |                                                  |
| 1780 | 1780                                             |                                                  | 29 501                                           |                                                  |
| 1810 | 1810                                             |                                                  | 32 711                                           |                                                  |
| 1820 | 1820                                             |                                                  | 35 564                                           |                                                  |
| 1830 | 1830                                             |                                                  | 38 954                                           |                                                  |
| 1840 | 1840                                             |                                                  | 41 575                                           |                                                  |
| 1850 | 1850                                             |                                                  | 44 572                                           |                                                  |
| 1860 | 1860                                             |                                                  | 50 137                                           |                                                  |
| 1870 | 1870                                             |                                                  | 54 028                                           |                                                  |
| 1880 | 1880                                             |                                                  | 54 668                                           |                                                  |
| 1890 | 1890                                             |                                                  | 51 337                                           |                                                  |
| 1900 | 1900                                             |                                                  | 52 781                                           |                                                  |
| 1910 | 1910                                             |                                                  | 55 217                                           |                                                  |
| 1920 | 1920                                             |                                                  | 55 804                                           |                                                  |
| 1930 | 1930                                             |                                                  | 57 448                                           |                                                  |
| 1940 | 1940                                             |                                                  | 58 444                                           |                                                  |
| 1950 | 1950                                             |                                                  | 59 054                                           |                                                  |
| 1960 | 1960                                             |                                                  | 54 196                                           |                                                  |
| 1970 | 1970                                             |                                                  | 53 835                                           |                                                  |
| 1980 | 1980                                             |                                                  | 55 346                                           |                                                  |
| 1990 | 1990                                             |                                                  | 57 108                                           |                                                  |
| Anm: Källor: Umeå universitet - Tabellverket 1749-1859, Demografiska databasen, CEDAR, Umeå universitet. Beräkningarna av folkmängden före 1810 baseras på Andersson Palm, Lennart (2000). Folkmängden i Sveriges socknar och kommuner 1571-1997. |                                                  |                                                  |                                                  |                                                  |